# Pasquale Valentini
Pour les articles homonymes, voir Valentini.
Pasquale Valentini, né le 19 juillet 1953 à Serravalle, est un homme politique saint-marinais.

## Biographie
Il est secrétaire d'État aux Affaires Extérieures et Politiques, au Tourisme et aux Relations avec les représentants des services publics depuis 2012.